# Пепеляєв Олексій Геннадійович
Олексій Геннадійович Пепеляєв (рос. Алексей Геннадьевич Пепеляев; 16 червня 1984, м. Барнаул, СРСР) — російський хокеїст, захисник. Виступає за «Югра» (Ханти-Мансійськ) у Континентальній хокейній лізі. 
Вихованець хокейної школи «Металург» (Новокузнецьк). Виступав за «Металург» (Новокузнецьк), «Мотор» (Барнаул), «Крила Рад» (Москва), «Лада» (Тольятті), «Автомобіліст» (Єкатеринбург), «Мечел» (Челябінськ).
Досягнення
- Чемпіон Росії у Вищій лізі (2009, 2010).